# Tycho Brahe (Marskrater)
Tycho Brahe ist ein Einschlagkrater in der Cerberus Hemisphäre auf dem Mars.
Er liegt in einem Gebiet südöstlich des Kraters Martz und östlich der Hellas-Tiefebene.
Benannt wurde er nach Tycho Brahe (1546–1601), einem der bedeutendsten Astronomen.